# Every Woman's Problem
Every Woman's Problem er en amerikansk stumfilm fra 1917 af Willis Robards.